# Брорзен, Теодор
Теодор Йохан Кристиан Амбдерс Брорзен (29 июля 1819 — 31 марта 1895) — датский астроном, известный тем, что открыл 5 комет, включая потерянную комету 5D/Брорзена и 23P/Брорзена — Меткафа.

## Жизнь
Теодор Йохан Кристиан Амбдерс Брорзен родился в городе Норборг на острове Альс (Южная Дания). Он был сыном капитана Кристиана Амбдерса Брорзена (1793—1840) и его жены Аннеты Маргариты Герхардины Шумахер (1788—1855). Три средних имени были даны Брорзену в честь деда по материнской линии, Норборгского адвоката Йохана Кристиана Амбдерса (1710—1795). После развода родителей в 1822 году, Брорзен жил со своей матерью. Её хорошее финансовое положение позволило ему посещать Моравскую школу в Кристианфельде (1826—1829), а затем (1830—1839) латинскую школу во Фленсбурге. По настоянию матери, Брорзен изучал право в Киле (1839), Берлине (1840), Хайдельберге (1841) и опять в Киле (1842) до тех пор, пока не решил следовать своим склонностям и не стал изучать астрономию в Киле с 1844 года.
Брорзен работал в астрономической обсерватории Киля (1846) и Альтоны, Гамбург (1847). Он отказался от предложения работы в обсерватории Рундетарн в Копенгагене и поступил на работу в частную обсерваторию барона Джона Париша (1774—1858, англичанина, известного так же под именем Ферайхера фон Зенфтенберга) в городе Жамберк (современная Чехия). Когда освободился пост директора обсерватории в Альтоне в 1854 году, Брорзен предложил свою кандидатуру, но не был принят. После смерти барона Париша в 1858 году, его наследники демонтировали обсерваторию и продали инструменты, хотя Брорзену было предложено работать бесплатно. Тем не менее, Брорзен остался в Жамбеке еще на 12 лет и продолжал наблюдать при помощи своих личных инструментов.
В 1870 году Брорзен вернулся в Норбург в Южной Дании, который после Датской войны 1864 года стал прусским. В 1874 он поселился по адресу Лёйтертофт 11, где жил до смерти. Во время жизни в Норбурге, Брорзен практически не занимался астрономией. В это время его главным интересом были метеорология, наблюдение Северных сияний и ботаника (особенно разведение орхидей).
Брорзен был замкнутым человеком. Он не заботился о своей одежде, отращивал длинные волосы. Если обувь была тесной, он вырезал дыры в тесных местах обуви. Брорзен имел обыкновение ежедневно окунаться в озере Олендор не в зависимости от времени года. Был неженат. Он умер 31 марта 1885 года в возрасте 75 лет и похоронен на кладбище Норбурга.

## Открытия
- Брорзен открыл 5 комет: 1846 III, 1846 VII, 1847 V, 1851 III и 1851 IV. Две из них периодические и названы его именем. Комета 1846 III названа кометой Брорзена, а комета 1847 V названа кометой Брорзена — Меткафа (так как Джоэль Гастингс Меткаф вновь открыл её в 1919 году).

Комета 5D/Брорзена (с периодом обращения 5,46 лет) в последний раз наблюдалась в 1879 году. Она принадлежала к семейству комет Юпитера, для которых характерен недолгий срок жизни, поэтому вполне вероятно, что кометы Брорзена больше не существует.
Комета 23P/Брорзена-Меткафа (с периодом обращения 70,52 лет) наблюдалась в 1847, 1919 и 1989 годах. Она принадлежит к семейству кометы Галлея и её возвращение ожидается в 2059 году.
- В 1850, Брорзен вновь после Уильяма Гершеля открыл эмиссионную туманность NGC 2024 в созвездии Ориона, известную также как туманность «Пламя».
- Возможно, Брорзен открыл свою шестую комету 16 марта 1854 года, но это открытие не подтверждено больше ни одним астрономом. В том же 1854 он опубликовал первое тщательное исследование так называемого противосияния, являющегося частью зодиакального света. Кроме того, Брорзен был первым, кто обнаружил, то зодиакальный свет может охватывать все небо, так как при хороших условиях наблюдений можно увидеть слабую перемычку света, соединяющую зодиакальный свет и противостояние.
- В 1856 Брорзен обнаружил шаровое звёздное скопление в созвездии Змеи, которое позднее было внесено в каталоги как NGC 6539.
- Также Брорзен исследовал покрытия и собственные движения звезд. В области теоретической астрономии его вклад заключается в вычислении перигелиев орбит комет и планет.

## Награды
- За открытие каждой из трех первых комет Брорзен был удостоен золотой медали от короля Дании Кристиана VIII.

## Память
- В Норберге есть улица, названная в честь Брорзена (дат. Th. Brorsens vej).
- В честь ученого назван астероид 3979, открытый 6 ноября 1983 года.